# Edmé Boursault

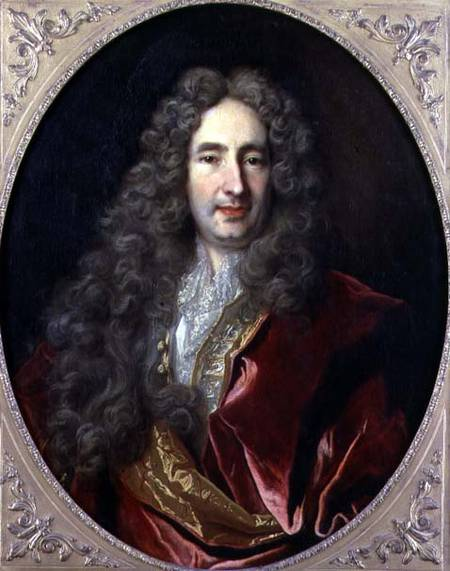
Edmé Boursault

Edmé Boursault (* Oktober 1638 in Mussy-sur-Seine; † 15. September 1701 in Montluçon) war ein  französischer Dramatiker und Schriftsteller.

## Leben
Edmé Boursault war der Sohn eines ehemaligen Militärs, der ihm keine Ausbildung zukommen ließ. Schon als Jugendlicher zeichnete er sich jedoch durch einen geistvollen Schreibstil aus. Als er 1651 nach Paris kam, sprach er ausschließlich burgundisches Patois und beherrschte die französische Sprache nur unvollständig. Diesen Mangel verbesserte er als Autodidakt und wurde zu einem eleganten Schriftsteller, doch seine fehlenden Latein- und Griechischkenntnisse hinderten ihn daran, sich bei der Académie française vorzustellen und eine von König Ludwig XIV. angebotene Stelle als Hauslehrer seines Sohnes anzunehmen.
Er wurde Sekretär der Herzogin von Angoulême und erhielt eine Pension für eine vom Hof hochgeschätzte Gazette, die ihm jedoch entzogen wurde, nachdem er sich mit Epigrammen gegen kirchliche und politische Persönlichkeiten unbeliebt gemacht hatte. Neben seiner schriftstellerischen Tätigkeit war Boursault Steuereinnehmer in Montluçon, was ihm eine gesicherte Existenz ermöglichte.
Mit zwei berühmten Zeitgenossen, Molière und Boileau, war Boursault verfeindet. Als er Molières Schule der Frauen in einer kurzen Komödie angegriffen hatte, rächte sich Molière dafür im Impromptu von Versailles. Nachdem Boursault in zahlreichen Satiren namentlich von Boileau erwähnt wurde, schrieb er gegen ihn die Komödie Satire der Satiren, die jedoch nicht aufgeführt werden konnte.
Boursault verfasste eine Verskomödie unter dem Titel Le Mercure galant, die 1683 unter dem Titel La Comédie sans titre (Komödie ohne Titel) aufgeführt wurde. Donneau de Visé hatte gegen die Benutzung des Namens seiner gleichnamigen Zeitung erfolgreich Einspruch erhoben. Das Stück wurde jedoch 80-mal aufgeführt und war ein großer Erfolg. Zwei Komödien über Äsop wurden in einer deutschen Übersetzung von Conradin Kreutzer im 19. Jahrhundert als Opern vertont.
Insgesamt schrieb Boursault 16 Theaterstücke, die meisten davon Komödien, daneben zwei Tragödien, Maria Stuart und Germanicus, wobei die letztere von Corneille hochgelobt wurde, sowie einige historische Romane und Novellen.

## Werke (Auswahl)
- Le Mercure galant ou la Comédie sans titre (Uraufführung 1683)
- Le Médecin volant (Uraufführung 1661)
- Le Jaloux endormi ou le jaloux prisonnier (Uraufführung 1661)
- Les Deux Frères gémeaux ou Les Nicandres (Uraufführung 1664)
- Lettres à Babet, Briefroman, 1669
- Le Marquis de Chavigny (1670) (Roman)
- Artémise et Poliante (1670) (Novelle)
- Ne pas croire ce qu’on voit (1670) (Novelle)
- La Véritable Étude des souverains (1671) (Traktat)
- Germanicus (1673) (Tragödie)
- Le Prince de Condé (1675) (Roman)
- Méléagre (Uraufführung 1684)
- Ésope à la ville (Uraufführung 1690) (Komödie)
- Phaéton (Uraufführung 1693)
- Les Mots à la mode (Uraufführung 1694) (Komödie)
- Ésope à la cour (Uraufführung 1701) (Komödie)
- Treize Lettres amoureuses d’une dame à un cavalier (1709) (Briefroman)